# 46ª Brigata aeromobile "Podolia"
La 46ª Brigata aeromobile autonoma "Podolia" (in ucraino 46-та окрема аеромобільна Подільська бригада?, 46-ta okrema aeromobil'na Podil's'ka bryhada, unità militare A4350) è un'unità di fanteria aviotrasportata delle Forze d'assalto aereo ucraine con base a Poltava.

## Storia
La brigata è stata costituita come 46ª Brigata d'assalto aereo il 23 dicembre 2016 presso la città di Poltava. A partire dal gennaio 2017 è stata schierata durante la guerra del Donbass. Il 18 novembre 2018 è stato riportato un attacco delle forze separatiste contro le posizioni della brigata nella regione di Luhans'k, proveniente dal territorio della Federazione Russa. Successivamente la brigata è stata gradualmente smobilitata, rimanendo solo sulla carta.
In seguito all'invasione russa dell'Ucraina, la brigata è stata riattivata il 5 aprile 2022. Durante i primi mesi di guerra la brigata aveva ancora una ridotta capacità operativa, con soltanto un battaglione in condizioni di combattere. Perciò è stata la prima scelta per essere sottoposta ad addestramento nel Regno Unito durante i mesi estivi, ricevendo anche equipaggiamento occidentale.

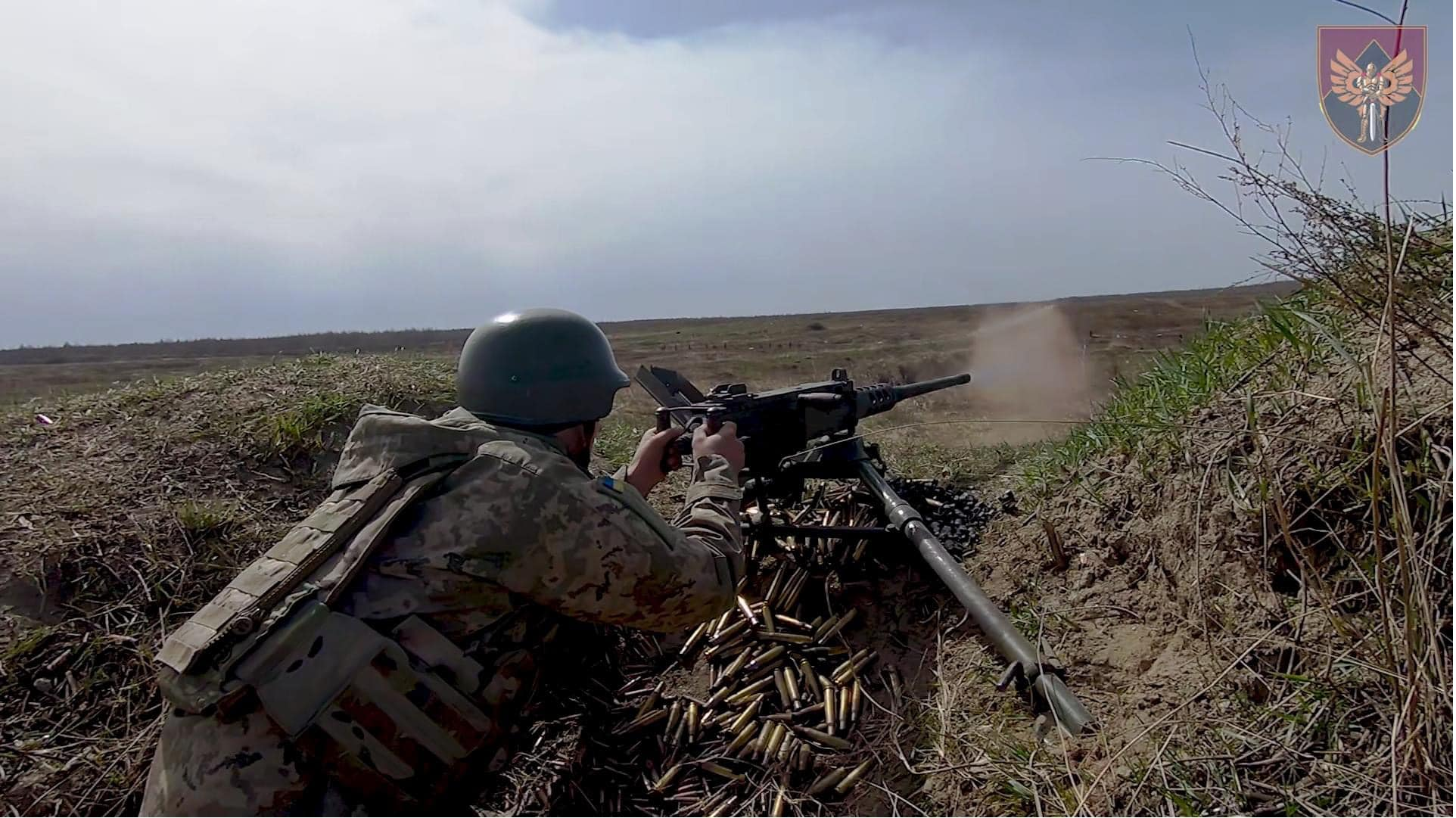
Soldato della 46ª Brigata in addestramento con una mitragliatrice Browning M2, maggio 2022.

Rientrata in patria, nei primi giorni di novembre ha svolto un ruolo cruciale nella liberazione della sponda settentrionale del Dnepr durante la ritirata delle forze russe da Cherson, costrette ad abbandonare la testa di ponte in seguito alla controffensiva ucraina. Il 19 novembre l'unità ha annunciato, in seguito al completo abbandono dei veicoli di fabbricazione sovietica (come ad esempio i BMP-1 e BTR-3) grazie alla fornitura di mezzi più leggeri e moderni, di essere stata rinominata 46ª Brigata aeromobile e di aver ricevuto un nuovo stemma.
Nel mese di dicembre la brigata è stata dispiegata nell'area di Bachmut, città cruciale per lo sforzo offensivo russo in Donbass. Il 6 dicembre è stata insignita, insieme alla 71ª Brigata cacciatori, del titolo onorifico "Per il Valore e il Coraggio" da parte del presidente dell'Ucraina Volodymyr Zelens'kyj. Il 20 dicembre Zelens'kyj si è recato di persona proprio a Bachmut, dove ha consegnato onorificenze ai militari della brigata schierati a difesa della città. All'inizio di gennaio 2023 l'unità è stata impiegata a Soledar, rilevando elementi della 128ª Brigata d'assalto da montagna, ma è stata costretta a ripiegare nella parte settentrionale della città, abbandonando gran parte dell'insediamento, a causa degli attacchi condotti con successo dall'esercito russo e dal Gruppo Wagner. Nella notte fra il 6 e il 7 gennaio è riuscita, grazie a un contrattacco notturno, a stabilizzare la situazione nell'area della miniera di sale. Nei giorni successivi è stata costretta a ritirarsi completamente dalla cittadina, attestandosi insieme alla 77ª Brigata aeromobile lungo la ferrovia a ovest di Soledar.
In primavera la brigata è stata ritirata dalla prima linea, venendo rischierata nella regione di Zaporižžja, presso Huljajpole. Durante questo periodo di permanenza nelle retrovie il personale è stato sottoposto ad ulteriore addestramento, comprendente anche operazioni di aviosbarco con elicotteri. A giugno è stata riportata al fronte, in particolare nell'area a est di Orichiv insieme alla 33ª Brigata meccanizzata. Ad agosto è entrata nuovamente in azione, cooperando con l'82ª Brigata d'assalto aereo e la 47ª Brigata meccanizzata durante la conquista di Robotyne. In seguito ha superato la seconda linea fortificata russa a sud del villaggio, permettendo all'82ª Brigata di penetrare le difese nemiche in direzione di Verbove.
A dicembre 2023 la brigata è stata trasferita a Mar"ïnka per fermare il tentativo di sfondamento russo nell'insediamento. La città, completamente rasa al suolo dalla battaglia durata quasi due anni, è stata occupata dall'esercito russo alla fine del mese, che tuttavia è riuscito ad avanzare solo marginalmente verso est. La 46ª Brigata è quindi rimasta schierata nel settore di Mar"ïnka, dove nei mesi successivi ha respinto diversi attacchi infliggendo numerose perdite ai reparti meccanizzati avversari penetrati nel villaggio di Heorhiïvka. A metà settembre 2024 la brigata, supportata dal 21º Battaglione della Brigata presidenziale e da elementi della 59ª Brigata motorizzata, ha respinto due importante assalti comprendenti ben 46 e 52 veicoli da combattimento provenienti da Krasnohorivka, infliggendo gravi perdite ai reparti meccanizzati russi. Nelle settimane successive, rinforzata da elementi della 157ª Brigata meccanizzata, ha continuato a difendere il settore di Kurachove, distruggendo numerosi veicoli avversari; tuttavia a metà novembre le truppe russe, in particolare della 5ª e della 110ª Brigata fucilieri motorizzata, sono riuscite a raggiungere i sobborghi orientali della cittadina. Nelle settimane successive le forze russe hanno mantenuto alta la pressione su Kurachove, costringendo la brigata a ritirarsi gradualmente verso la parte occidentale nel corso del mese di dicembre. Durante la prima settimana di gennaio la città è caduta completamente in mano russa, e la brigata si è attestata presso il villaggio di Dačne.
Il 29 aprile 2025 la brigata ha ricevuto per decreto del presidente ucraino Zelens'kyj il titolo onorifico di "Podolia", regione storica dell'Ucraina centro-occidentale.

## Struttura
- Comando di brigata[34]
- 1º Battaglione aeromobile
- 2º Battaglione aeromobile
- 3º Battaglione aeromobile
- 4º Battaglione aeromobile
- Compagnia corazzata (T-80BV)
- Gruppo d'artiglieria
  - Batteria acquisizione obiettivi
  - Battaglione artiglieria (2A18 D-30)
  - Battaglione artiglieria semovente (2S1 Gvozdika)
  - Battaglione artiglieria lanciarazzi (BM-21 Grad)
  - Battaglione artiglieria controcarri (9P148 Konkurs)
- Battaglione artiglieria missilistica contraerei (ZSU-23-4 Shilka)
- Compagnia ricognizione
- Compagnia genio
- Compagnia supporto aereo
- Compagnia logistica
- Compagnia manutenzione
- Compagnia comunicazioni
- Compagnia difesa NBC
- Compagnia medica
- Plotone cecchini

## Simboli
Lo stemma della brigata è realizzato su fondo amaranto, il colore delle Forze d'assalto aereo. Al centro si trova un elmo d'argento con ali d'oro, che simboleggiano la combinazione di potenza d'attacco e velocità d'azione sul campo di battaglia, indicando quindi le caratteristiche specifiche dell'unità.

## Comandanti
- Colonnello Valerij Skred (aprile 2022 - aprile 2024)[36]
- Colonnello Vitalij Zolotar'ov (aprile 2024 - gennaio 2025)[37]
- Tenente colonnello Dmytro Kapitula (gennaio 2025 - in carica)[38]